# Flughafen Arctic Village
Der Flughafen Arctic Village (IATA: ARC, ICAO: PARC) ist ein öffentlicher Flughafen in der Ortschaft Arctic Village in der Yukon-Koyukuk Census Area im US-Bundesstaat Alaska. Der Flughafen liegt rund 1,8 km südwestlich des Stadtzentrums und wird vom Venetie Tribal Government betrieben.

## Infrastruktur
Der Flughafen verfügt über eine einzelne Start- und Landebahn mit der Ausrichtung 02/20. Die Bahn ist 1.372 Meter lang und mit verdichtetem Schotter (Gravel) bedeckt. Laut FAA-Bericht (Juli 2025) befindet sich die Bahn in mäßigem bis schlechtem Zustand. Navigationshilfen umfassen RNAV (GPS) Ansätze, PAPI-Systeme und Funkfrequenz auf CTAF 122,9 MHz. Eine automatische Wetterstation (AWOS) wurde im Rahmen des Alaska-Satellitenprojekts ASTI aufgerüstet.

## Verkehrszahlen
Im Jahr 2023 wurden laut dem Bureau of Transportation Statistics insgesamt 1.750 Enplanements registriert, was einem Anstieg von 13 % gegenüber dem Vorjahr entspricht (2022: 1.548). Die Zahlen belegen eine moderate, aber konstante Nutzung des Flughafens für Passagierverkehr, Fracht und medizinische Evakuierungen.

## Fluggesellschaften und Ziele
Der Flughafen wird regelmäßig von regionalen Fluggesellschaften wie Wright Air Service und Everts Air Alaska angeflogen. Hauptverbindungen bestehen zu Zielen wie Fairbanks, Venetie und Fort Yukon. Neben dem Passagierverkehr wird Arctic Village auch mit Fracht und Post versorgt.

## Betreiber und Nutzung
Der Flughafen befindet sich im Besitz des Venetie Tribal Government und dient der allgemeinen Luftfahrt, Notfallversorgung und regionaler Anbindung abgelegener indigener Gemeinden. Es fallen keine Landegebühren für Kleinflugzeuge an.

## Infrastruktur und Flugzeuge
Der Flughafen hat eine Landebahn aus Kies, welche 1372 Meter lang und 23 Meter breit ist.
Im Jahre 2005 wurden 1627 Flugbewegungen gezählt, durchschnittlich 135 pro Monat.